# Chris Hussey
Christopher "Chris" Ian Hussey (n. 2 de enero de 1989, Hammersmith, Inglaterra) es un futbolista inglés. Juega de defensa y su equipo actual es el Walsall de la Football League Two de Inglaterra.

## Trayectoria
Hussey inició su carrera como juvenil en el Woking para luego pasar a jugar para el AFC Wimbledon y también tuvo un breve paso a préstamo en el Windsor & Eton. Luego de unos partidos impresionantes en el equipo sub-19 del AFC Wimbledon y en los equipos de reserva, el entrenador Terry Brown lo convocó al primer equipo, inicialmente para dar cobertura a los lesionados y más tarde como la primera opción de lateral izquierdo. Jugó 83 partidos, y con su actuación consistente obtuvo el Premio del Año al Jugador Joven del AFC Wimbledon por las temporadas 2007–08 y 2008–09.
El 16 de octubre de 2009, Hussey firmó un contrato con el Coventry City hasta enero de 2010, fecha en la cual firmó un contrato permanente, cuando se abrió la ventana de transferencias del mes de enero. Hussey hizo su debut profesional en el Coventry City el 20 de octubre de 2009, partido en el cual vencieron por 2-0 al Cardiff City, en reemplazo de Patrick van Aanholt en el minuto 68. El 1 de enero firmó un contrato permanente hasta el 2012.
En enero de 2022 firmó por Port Vale.
En septiembre de 2022, se unió al Stockport County.

## Clubes
| Club                        | País       | Año           |
| --------------------------- | ---------- | ------------- |
| AFC Wimbledon               | Inglaterra | 2007-2010     |
| Windsor & Eton (préstamo)   | Inglaterra | 2007          |
| Coventry City (préstamo)    | Inglaterra | 2009          |
| Coventry City               | Inglaterra | 2010-2013     |
| AFC Wimbledon               | Inglaterra | 2013          |
| Burton Albion Football Club | Inglaterra | 2013-2014     |
| Bury Football Club(cedido)  | Inglaterra | 2014          |
| Bury Football Club          | Inglaterra | 2014-2016     |
| Sheffield United            | Inglaterra | 2016-2018     |
| Swindon Town (cedido)       | Inglaterra | 2017-2018     |
| Cheltenham Town             | Inglaterra | 2018-2022     |
| Port Vale                   | Inglaterra | 2022          |
| Stockport County            | Inglaterra | 2022-2023     |
| Walsall                     | Inglaterra | 2023-presente |